# B-film
En B-film er en film der er produceret for relativt få penge og ikke nødvendigvis med store ambitioner, og kan ifølge nogen virke klichéagtig. Udtrykket stammer oprindeligt fra de dobbeltforestillinger, biografer i USA kørte; her var B-filmen anden forestilling, der efterfulgte den større, dyrere film. Samme koncept ses på "78'erne" – en grammofonplade med plads til et enkelt musiknummer på hver side, hvor side A anvendtes til hit-nummeret, og B-siden til et mindre kendt nummer. 
B-film anvendtes ofte som "læreplads" for studerende skuespillere; et sted hvor de kunne samle sig erfaring med skuespillet inden de fik roller i de større, dyrere film. 
| Film | Spire Denne filmartikel er en spire som bør udbygges. Du er velkommen til at hjælpe Wikipedia ved at udvide den. |